# Quint Pompeu Rufus (tribú 52 aC)
Quint Pompeu Rufus (llatí: Quintus Pompeius Rufus) va ser un magistrat romà. Era fill de Quint Pompeu Rufus i, per part de mare, net de Luci Corneli Sul·la. Formava part de la gens Pompeia.
Apareix mencionat per primer cop l'any 54 aC com acusador de Marc Valeri Messal·la, de qui deia que havia guanyat les eleccions a consol per mitjà de suborns. L'any 52 aC va ser tribú de la plebs i es va destacar com a partidari de Gneu Pompeu Magne. Per augmentar la confusió i anarquia (com volia Pompeu per poder ser cridat com a salvador) va impedir tota mena d'eleccions però el senat el va fer detenir i el va tancar a la presó tot i que com a tribú era inviolable. Aquest acte il·legal del senat li va fer augmentar la seva influència entre el poble.
Alliberat, va fer empresonar a l'edil Marc Favoni, partidari del senat. La mort de Publi Clodi va afavorir les esperances de Gneu Pompeu, i Pompeu Rufus i el seu col·lega Munaci Planc van continuar afegint llenya al foc fins a aconseguir que Pompeu fos nomenat cònsol únic. Rufus va donar suport a les lleis proposades per Gneu Pompeu i a la condemna de Tit Anni Papià Miló, l'assassí de Clodi. Al final del seu període va ser acusat pel seu col·lega Marc Celi d'haver violat una llei (lex de vi) que ell mateix havia fet aprovar. Va ser condemnat i va viure exiliat a Bauli a la Campània. Al passar dificultats econòmiques el seu mateix acusador, Celi, va influir en la seva mare Cornèlia per cedir-li la seva propietat paterna. Apareix per darrera vegada el 51 aC quan va circular el fals rumor que havia fet matar Ciceró.